# Labour of Love
A Labour of Love, a UB40 brit együttes ötödik albuma, amelyet 1983-ban adtak ki.

## Számok
1. "Cherry Oh Baby" – 3:18 (eredetileg Eric Donaldson)
2. "Keep on Moving" – 4:37 (eredetileg Johnny Clarke)
3. "Please Don't Make Me Cry" – 3:26 (eredetileg Winston Tucker)
4. "Sweet Sensation" – 3:42 (eredetileg The Melodians)
5. "Johnny Too Bad" – 4:57 (eredetileg The Slickers)
6. "Red, Red Wine" – 5:21 (eredetileg Neil Diamond)
7. "Guilty" – 3:16 (eredetileg Tiger)
8. "She Caught the Train" – 3:17 (eredetileg Joe Monsano)
9. "Version Girl" – 3:27 (eredetileg Boy Friday)
10. "Many Rivers to Cross" – 4:31 (eredetileg Jimmy Cliff)